# Kimmen Sjölander
Kimmen Sjölander, geboren als Kimmen Warnow (* 28. September 1955) ist eine US-amerikanische Informatikerin und Hochschullehrerin. Ihre Forschungsschwerpunkte sind Bioinformatik, Genomik und Data Science.

## Leben und Werk
Sjölander wurde als Kimmen Warnow als Tochter von Joan Warnow-Blewett und Morton Warnow geboren. Ihre Zwillingsschwester ist die Informatikerin Tandy Warnow. 1993 erwarb sie einen Bachelor-Abschluss an der University of California in Santa Cruz am Institut für Informatik und promovierte dort 1997 bei David Haussler mit der Dissertation: A Bayesian-Information Theoretic Method for Evolutionary Inference in Proteins. Von 1997 bis 2001 arbeitete sie als Bioinformatikerin im Silicon Valley und entwickelte Softwaretools und Datenbanken für große Pharma- und Biotech-Unternehmen: Von 1997 bis 1999 war sie Chief Scientist in der von Michael Levitt mitbegründeten Molecular Applications Group. Von 1999 bis 2001 forschte sie als Principal Scientist in Protein Informatics bei Celera Genomics, wo sie zusammen mit Craig Venter und Gene Myers in dem Team forschte, die das Humangenom entschlüsselte.
2001 wurde sie Assistenzprofessorin an der University of California in Berkeley am Department of Bioengineering. Sie war dort von 2006 bis 2012 assoziierte Professorin und anschließend bis 2017 ordentliche Professorin am Department of Bioengineering und Department of Plant and Microbial Biology.
Sie ist bekannt für ihre Arbeit mit phylogenomischen Methoden zur Proteinsequenzanalyse, einschließlich Methoden des maschinellen Lernens zur Vorhersage funktioneller Stellen und zur Identifizierung von  Orthologien sowie Methoden des Hidden-Markov-Modells (HMM) zur Vorhersage der Proteinstruktur. Ihre Algorithmen wurden bei der funktionellen Annotation des menschlichen Genoms bei Celera Genomics, in den PhyloFacts-Bioinformatik-Datenbanken und -Portalen verwendet und trugen zur ModBase-Datenbank bei.
Sie lebt seit 2018 in Amsterdam.

## Auszeichnungen
- 1993: Wahl zum Phi Beta Kappa
- 1993: Dreijähriges Forschungsstipendium der National Science Foundation
- 1996: Stipendium für Mathematik und Molekularbiologie
- 2003: CAREER Award der National Science Foundation
- 2004: Presidential Early Career Award des Präsidenten der National Science Foundation für Wissenschaft und Technik (PECASE)

## Veröffentlichungen (Auswahl)
- mit Venter, J Craig; et al.: „The sequence of the human genome“, Science, 291 (5507), 2001.
- mit Krogh, Anders; Brown, Michael; Mian, Kimmen; Haussler, David: „Hidden Markov models in computational biology: Applications to protein modeling“, Journal of Molecular Biology, 235 , 1994.
- mit Karplus, Kevin; Brown, Michael; Hughey, Richard; Krogh, Anders; Mian, Saira; Haussler, David: „Dirichlet mixtures: a method for improved detection of weak but significant protein sequence homology“, Bioinformatics, 12, 1996.